# تاجا
تاجا (به ایتالیایی: Taggia) یک کومونه در ایتالیا است که در استان ایمپریا واقع شده‌است.

## خصوصیات
تاجا ۳۰٫۸۷ کیلومترمربع مساحت و ۱۳٬۲۰۵ نفر جمعیت دارد و ۳۹ متر بالاتر از سطح دریا واقع شده‌است.